# Ballana attenuata
Ballana attenuata är en insektsart som beskrevs av Delong 1937. Ballana attenuata ingår i släktet Ballana och familjen dvärgstritar. Inga underarter finns listade i Catalogue of Life.